# Сър Гауейн и Зеленият рицар
Сър Гауейн и Зеленият рицар (на английски: Sir Gawain and the Green Knight) е рицарски романс от 14 век, описващ приключенията на рицаря от Кръглата маса сър Гауейн. Състои се от 2500 стиха, написани в алитеративен стих, разделени на четири части. Творбата е оцеляла в един ръкопис – Cotton Nero A.x., който се намира в Британската библиотека и който включва три други стихотворения с религиозен характер. Предполага се, че те принадлежат на един автор, анонимния поет на Гауейн. Четирите стихотворения са написани в Северния Уестмидландски диалект на средноанглийския език.

## Сюжет
Историята започва в двора на крал Артур в Камелот в навечерието на Нова година. Огромен Зелен рицар с брадва влиза в залата, в която рицарите пируват, и отправя предизвикателство. Той иска някой от рицарите да вземе брадвата и да го удари с нея, при условие че след една година и един ден ще може да върне на удара. След период на мълчание сър Гауейн, най-младият рицар от Кръглата маса, както и племенник на крал Артур, приема предизвикателството и отсича главата на великана със сразителен удар, очаквайки смъртта му. Зеленият рицар обаче вдига главата си, напомня на Гауейн да го чака в Зеления параклис след една година и един ден, качва се на коня си и си заминава.
В Деня на Вси светии Сър Гауейн се въоръжава, взема своя червен щит с изобразен на него златен пентаграм, символизиращ петте качества от рицарския кодекс – приятелство, честност, целомъдрие, учтивост и състрадание, и тръгва да търси Зеления параклис. След лутане из дивите гористи и скалисти местности в Западна Англия и Северен Уелс, Гауейн достига в навечерието на Коледа замъка на Бертилак де Отдезер и неговата красива съпруга, които се радват да приемат такъв виден гост. Гауейн им казва за нарочената си среща при Зеления параклис на Нова година и че на следващия ден трябва да продължи пътуването си. Бертилак се усмихва и отговаря, че търсенето му е приключило, тъй като Зеленият параклис е на не повече от две мили разстояние.
Господарят на замъка тръгва на лов на следващия ден и предлага на Гауейн спогодба – той ще му даде каквото е уловил в гората, а Гауейн ще му даде каквото е получил през деня в замъка. Гауейн приема. След като господарят излиза, господарката на замъка, лейди Бертилак, посещава спалнята на Гауейн, за да го прелъсти. Гауейн обаче не ѝ позволява друго освен една целувка. Когато лорд Бертилак се връща с елен, който е убил, Гауейн му отвръща с целувка, без да обяснява откъде я е получил. На следващия ден дамата идва отново, този път по-настоятелна и този път глиганът на Бертилак де Отдезер е разменен срещу две целувки. На третия ден лейди Бертилак е още по-пламенна и освен вниманието си предлага на сър Гауейн зелено-златен копринен пояс, който според нея ще го опази от всякакво телесно нараняване. Гауейн отново учтиво я отблъсква, като двамата си разменят само три целувки, но приема подаръка. Същата вечер лорд Бертилак се връща с убита лисица и я разменя срещу три целувки, но Гауейн не му дава копринения пояс.
На следващата сутрин Гауейн тръгва към Зеления параклис с копринения пояс. Той открива там Зеления рицар, който остри брадвата си и според уговорката Гауейн се навежда, за да получи удар. Зеленият рицар замахва веднъж и Гауейн се мръдва, втория път Зеленият рицар спира ръката си, а при третия замах леко удря Гауейн по врата. Зеленият рицар разкрива, че е Бертилак де Отдезер и обяснява, че предизвикателството е замислено от магьосницата Моргана ле Фей, полусестра на крал Артур. Гауейн се разстройва и разкайва, но двамата остават приятели и Гауейн се връща в Камелот, носейки зеления пояс като символ на срама си. Крал Артур обаче заповядва всички рицари занапред да носят зелен ремък като признание на приключението на Гауейн.

## Тълкуване
Играта, замислена от Моргана ле Фей, цели да изпита и посрами рицарите от Кръглата маса, които се гордеят с добродетелите, съставящи рицарския кодекс. Първото изпитание е за смелост и честолюбие, тъй като Зеленият рицар очевидно има свръхестествен произход, имайки предвид ръста и цвета му. След като Зеленият рицар оцелява от удара на сър Гауейн, следва изпитание за удържане на думата. Сър Гауейн се отправя да изпълни дадената дума, макар да го очаква почти сигурна смърт. В замъка сър Гауейн е изправен пред най-голямото изпитание – на своето целомъдрие. Той успява да издържи на това изпитание, като същевременно се стреми да не нарани чувствата на дамата, изпълнявайки по този начин рицарския идеал за учтивост, но се проваля в изпитанието на честността си. Лекият удар, който Гауейн получава, е в резултат на този негов провал. Сър Гауейн силно се засрамва като разбира за естеството на изпитанието, на което е бил подложен и за своя провал. Този провал обаче води до съзряване на младия рицар и до смирение на неговата гордост. Той осъзнава човешката си слабост и се разкайва за постъпката си.
Зеленият цвят в средновековна Англия е свързван както с друидите, така и с природата и плодородието. Замислената игра има пъклен мотив да посрами рицарите от Кръглата маса, но същевременно като разкрива истинската природа на сър Гауейн, рицарският кодекс получава и възраждане на своите идеали.